# 피아노 삼중주 5번 (베토벤)
《피아노 삼중주 5번 라장조, 작품 번호 70-1》는 루트비히 판 베토벤에 의해 쓰인 "두 개의 피아노 삼중주, 작품 번호 70"의 첫 번째 작품으로 "유령"이라는 별칭을 갖고 있다. 
참고로, 베토벤의 열두 개의 피아노 삼중주의 장르 일련번호는 표준화되어 있지 않으며, 다른 출처에서는 이 작품의 장르 일련번호가 5번이 아닌 다른 번호를 갖거나 주어지지 않았을 수도 있다.

## 작곡
1808년에 베토벤은 오스트리아의 루돌프 대공에게 헌정할 목적으로 피아노 소나타를 쓰기 시작했지만, 당시 안나 마리 폰 에르되디 백작부인이 피아노 삼중주의 신작을 계속해서 의뢰했기 때문에, 당초의 계획을 변경하여 "두 개의 피아노 삼중주, 작품 번호 70", 즉, "70-1"(《피아노 삼중주 5번》)과 "70-2(《피아노 삼중주 6번》)를 작곡했다고 한다. 
당시 에르되디 백작 부인의 플로리드스도르프 저택에 몸을 의지하고 있었던 베토벤은, 그녀의 의뢰를 떠나, 그녀의 노력에 의해 종신연금을 받게 된 것에 대한 은의로 이 작품을 쓴 것으로 여겨진다. 또 다르게 예상할 수 있는 것은, 당시 에르되디 백작 부인이 베토벤이 루돌프 대공에게 헌정하기 위한 작품을 쓰고 있다는 것을 알아차리고 그에게 섭섭함을 내비쳤을 때, 베토벤이 당초의 계획을 변경, 사과와 함께 그녀에게 헌정할 이 작품을 썼을 수 있다는 것인데, 이 사실은 현재 의문시 되고 있다. 
이 작품은 《대공 삼중주》와 함께 오늘날 작곡가의 가장 유명한 피아노 삼중주 중 하나로 인식되고 있는 데, 루돌프 대공은 원래 이 삼중주의 헌정자가 되기를 원했다고 한다.

## 초연 및 출판
"두 개의 피아노 삼중주, 작품 번호 70"은 모두 초연과 출판이 같이 이루어졌다. 초연은 1808년 12월(날짜 미상)에 에르되디 백작부인의 저택에서 사적 연주회로서 진행되었다. 이때 피아노는 베토벤이 직접 연주했고, 바이올린과 첼로는 이그나츠 슈판치히와 요제프 링케에 의해 각각 연주되었다. 초판은 1809년 8월에 라이프치히의 브라이코 운트 헤르텔 출판사를 통해 간행되었다. 헌정은 역시 나 마리 폰 에르되디 백작부인에게 이루어졌다.

## 평가
E. T. A. 호프만은 1813년에 일반음악신문에서 "작품 번호 70"의 두 개의 삼중주를 높이 평가하고 칭찬했다. 그는 음악을 사회의 지루함을 몰아내기 위한 부업으로 사용하는 유행을 한탄하며, "가볍고 즐거운 음악으로만 대처할 수 있는 일부 음악가들은 베토벤의 "작품 번호 70"에 압도될 수 있다"고 말했다. 마찬가지로, 장 위톨드는 베토벤의 모든 작품 가운데 ‘작품 번호 70’을 별도의 자리에 놓아야 한다고 여겼고, 두 개의 삼중주에 특권을 부여했다.

## "유령"이라는 별칭에 관하여
"유령"이라는 별칭은 베토벤이 셰익스피어의 희곡 맥베스를 위해 쓴 "마녀"의 연회 장면 스케치를 이 작품에 유용(流用)하려고 했다는 것에서 기인한다는 설이 있다. 그러나 "마녀"와 "유령"은 전혀 별개이다. 또 다른 설로는 제2악장의 시작 부분이 당시의 청중에게 있어서, 다소 유령이 나올 것 같은 섬뜩한 분위기가 느껴진 것에서 기인한다는 설이 있다. 그러나 이러한 설에도 불구하고, 사실 "유령"이라는 별칭은 본 작품과 큰 관련이 없으며, 누가 명명했는 지도 아직 밝혀져 있지 않다.

## 악장 구성
이 삼중주는 전 세 개의 악장으로 구성되어 있다. 연주 시간은 26분 정도가 소요된다.

### 제1악장. 알레그로 비바체 에 콘 브리오
라장조. 소나타 형식. 3/4 박자.
단숨에 연주되는 첫머리의 제1주제(발랄한 스타카토에 따른다)에 이어, 바이올린과 첼로가 유니즌으로 음계를 움직이기 시작한다. 이 부분은 제2주제로 보거나 제1주제의 변주곡으로 한 전개의 일종으로 보는 견해가 있다. 주제의 동기를 다룬 경과부를 거쳐 가장조로 조바꿈하여 두 번째 주제가 나타난다. 제시부(반복 있음) 후, 전개부에 들어가 재현부를 경과하면 전개부에서 반복하고, 그대로 코다로 연결되어 첫머리 스타카토의 동기를 부여하여 강하게 닫는다.

### 제2악장. 라르고 아사이 에드 에스프레시보
라단조. 전개부가 결여된 소나타 형식. 2/4 박자.
1악장과는 달리 서정적이고 비가적인 분위기가 감도는 악장이다. 제1주제는 살짝 저음에서 연주되는 현의 유니즌 동기에 피아노가 응답하면서 여러번 반복된다. 제2주제는 바장조가 되어 환상적인 멋을 더해 더욱 흐릿해진다. 이 악장에서는 전개부는 가지지 않고, 그대로 재현부에서 코다로 계속 된다. 코다에서는 세 악기가 64분 음표를 연주하면서 점차 약하게 마무리한다.

### 제3악장. 프레스토
라장조. 소나타 형식. 2/2 박자.
음울한 분위기가 일변해 명랑한 분위기로돌아서는 악장이다. 여덟 마디의 서주가 피아노를 중심으로 전체 악장의 기분을 암시하듯 밝게 연주되며 바이올린과 첼로의 첫 주제가 제시된다. 주제는 곧바로 피아노에 의해 반복되고 유창한 경과부에 이어 부드럽게 불리는 두 번째 주제가 제시되며 화려하게 고조된다. 전개부에서는 제1주제가 주로 다루어지고 재현부에서는 제2주제가 라장조로 다루어진다. 현악기의 피치카토로 시작하는 코다에서는 피아노가 화려하게 연주되고, 마지막은 크레센도에 이어 포르티시모에서 전곡을 마친다.